# Idioma jur mödö
El idioma jur mödo (también sabido como jur o modo) es una lengua sudánica central, del grupo bongo-bagirmi, hablada por los miembros de la etnia jur mödö en Sudán del Sur. Existen diversas variantes dialetales como el lori, el modo (jur modo, modo lali), el wira o elwetu. Es una lengua tonal.

## Descripción lingüística

### Fonología
Vocales
|          | Anterior | Central | Posterior |
| -------- | -------- | ------- | --------- |
| Cerradas | i, ï     |         | u         |
| Mid      | e, ë     |         | ö, o      |
| Abierto  |          | a       | ɔ         |

Consonantes
|           |           | Labial  | Alveolar | Palatal  | Velar   | Labial-velar | Glottal |
| --------- | --------- | ------- | -------- | -------- | ------- | ------------ | ------- |
| Nasal     | Nasal     | m /m/   | n /n/    | ny /ɲ/   | ŋ /ŋ/   | ŋm /ŋ͡m/      |         |
| Oclusiva  | prenasal  | mb /m͡b/ | nd /n͡d/  | nj /n͡ʤ/  | ŋG /ŋ͡ɡ/ | ŋb /ŋ͡b/      |         |
| Oclusiva  | sonora    | b /b/   | d /d/    | j /dʒ͡/   | g /ɡ/   | gb /ɡb͡/      |         |
| Oclusiva  | sorda     | p /p/   | t /t/    | c /t͡ʃ/   | k /k/   | kp /k͡p/      | ʾ /ʔ/   |
| Oclusiva  | implosiva | ʾb /ɓ/  | ʾd /ɗ/   | ʾj /ʔd͡ʒ/ |         |              |         |
| Fricativa | prenasal  |         | nz /n͡z/  |          |         |              |         |
| Fricativa | sonora    |         | z /z/    |          |         |              |         |
| Fricativa | voiceless | f /f/   | s /s/    |          |         |              | h /h/   |
| Rótica    | Rótica    |         | r /r/    |          |         |              |         |
| Lateral   | Lateral   |         | l /l/    |          |         |              |         |
| Semivocal | Semivocal | w /w/   | y /j/    |          |         |              |         |